# Сан-Клімен-да-Любрагат
Сан-Кліме́н-да-Любрага́т (кат. Sant Climent de Llobregat, вимова літературною каталанською [san kłi'mεn də ʎubɾə'ɣat]) - муніципалітет, розташований в Автономній області Каталонія, в Іспанії. Код муніципалітету за номенклатурою Інституту статистики Каталонії - 82042. Знаходиться у районі (кумарці) Баш-Любрагат (коди району - 11 та BT) провінції Барселона, згідно з новою адміністративною реформою перебуватиме у складі баґарії (округи) Барселона. 

## Назва муніципалітету
Назва муніципалітету походить від кат. Climent (власне ім'я). Слово Llobregat (назва річки) походить від лат. Rubricatu, що, можливо, у свою чергу походить з баскійської мови.

## Населення
Населення міста (у 2007 р.) становить 3.631 особа (з них менше 14 років - 18,3%, від 15 до 64 - 70,3%, понад 65 років - 11,4%). У 2006 р. народжуваність склала 64 особи, смертність - 13 осіб, зареєстровано 25 шлюбів. У 2001 р. активне населення становило 1.676 осіб, з них безробітних - 140 осіб.

Серед осіб, які проживали на території міста у 2001 р., 2.391 народилися в Каталонії (з них 1.217 осіб у тому самому районі, або кумарці), 659 осіб приїхало з інших областей Іспанії, а 90 осіб приїхало з-за кордону. 

Вищу освіту має 11% усього населення. 

У 2001 р. нараховувалося 1.071 домогосподарство (з них 14,1% складалися з однієї особи, 27,8% з двох осіб,23,3% з 3 осіб, 25,4% з 4 осіб, 6,7% з 5 осіб, 1,9% з 6 осіб, 0,7% з 7 осіб, 0,1% з 8 осіб і 0% з 9 і більше осіб).

Активне населення міста у 2001 р. працювало у таких сферах діяльності : у сільському господарстві - 2,5%, у промисловості - 24,6%, на будівництві - 9,8% і у сфері обслуговування - 63,2%. 

 У муніципалітеті або у власному районі (кумарці) працює 852 особи, поза районом - 1.242 особи.

### Безробіття
У 2007 р. нараховувалося 118 безробітних (у 2006 р. - 118 безробітних), з них чоловіки становили 40,7%, а жінки - 59,3%.

## Економіка

### Підприємства міста

#### Промислові підприємства
| \| Промислові підприємства міста, за сферою діяльності \| Промислові підприємства міста, за сферою діяльності \| Промислові підприємства міста, за сферою діяльності \| \| Рік \| 2002 р. \| 2001 р. \| \| --------------------------------------------------- \| --------------------------------------------------- \| --------------------------------------------------- \| \| Енергетичні та водні ресурси \| 1,8% \| 1,7% \| \| Хімія та метали \| 3,6% \| 1,7% \| \| Переробка металів \| 55,4% \| 60,3% \| \| Продукти харчування \| 1,8% \| 1,7% \| \| Текстиль \| 7,1% \| 5,2% \| \| Виробництво меблів, видання \| 17,9% \| 19% \| \| Інше \| 12,5% \| 10,3% \| \| Усього підприємств \| 56 \| 58 \| |         |         |
| Промислові підприємства міста, за сферою діяльності |         |         |
| Рік | 2002 р. | 2001 р. |
| Енергетичні та водні ресурси | 1,8%    | 1,7%    |
| Хімія та метали | 3,6%    | 1,7%    |
| Переробка металів | 55,4%   | 60,3%   |
| Продукти харчування | 1,8%    | 1,7%    |
| Текстиль | 7,1%    | 5,2%    |
| Виробництво меблів, видання | 17,9%   | 19%     |
| Інше | 12,5%   | 10,3%   |
| Усього підприємств | 56      | 58      |

#### Роздрібна торгівля
| \| Підприємства роздрібної торгівлі міста, за сферою діяльності \| Підприємства роздрібної торгівлі міста, за сферою діяльності \| Підприємства роздрібної торгівлі міста, за сферою діяльності \| \| Рік \| 2002 р. \| 2001 р. \| \| ------------------------------------------------------------ \| ------------------------------------------------------------ \| ------------------------------------------------------------ \| \| Продукти харчування \| 33,3% \| 33,3% \| \| Одяг та взуття \| 11,1% \| 8,3% \| \| Товари для дому \| 7,4% \| 16,7% \| \| Книги та періодичні видання \| 7,4% \| 8,3% \| \| Промислова хімічна продукція \| 14,8% \| 12,5% \| \| Продукція, пов'язана з транспортними засобами \| 3,7% \| 4,2% \| \| Інше \| 22,2% \| 16,7% \| \| Усього підприємств \| 27 \| 24 \| |         |         |
| Підприємства роздрібної торгівлі міста, за сферою діяльності |         |         |
| Рік | 2002 р. | 2001 р. |
| Продукти харчування | 33,3%   | 33,3%   |
| Одяг та взуття | 11,1%   | 8,3%    |
| Товари для дому | 7,4%    | 16,7%   |
| Книги та періодичні видання | 7,4%    | 8,3%    |
| Промислова хімічна продукція | 14,8%   | 12,5%   |
| Продукція, пов'язана з транспортними засобами | 3,7%    | 4,2%    |
| Інше | 22,2%   | 16,7%   |
| Усього підприємств | 27      | 24      |

#### Сфера послуг
| \| Підприємства міста, що працюють у сфері послуг, за діяльністю \| Підприємства міста, що працюють у сфері послуг, за діяльністю \| Підприємства міста, що працюють у сфері послуг, за діяльністю \| \| Рік \| 2002 р. \| 2001 р. \| \| ------------------------------------------------------------- \| ------------------------------------------------------------- \| ------------------------------------------------------------- \| \| Гуртова торгівля \| 18,8% \| 18,3% \| \| Готелі та готельний бізнес \| 14,9% \| 16,1% \| \| Транспорт та зв'язок \| 31,7% \| 32,3% \| \| Посередницькі фінансові послуги \| 3% \| 3,2% \| \| Послуги підприємствам \| 3% \| 3,2% \| \| Послуги фізичним особам \| 15,8% \| 15,1% \| \| Нерухомість та ін. \| 12,9% \| 11,8% \| \| Усього підприємств \| 101 \| 93 \| |         |         |
| Підприємства міста, що працюють у сфері послуг, за діяльністю |         |         |
| Рік | 2002 р. | 2001 р. |
| Гуртова торгівля | 18,8%   | 18,3%   |
| Готелі та готельний бізнес | 14,9%   | 16,1%   |
| Транспорт та зв'язок | 31,7%   | 32,3%   |
| Посередницькі фінансові послуги | 3%      | 3,2%    |
| Послуги підприємствам | 3%      | 3,2%    |
| Послуги фізичним особам | 15,8%   | 15,1%   |
| Нерухомість та ін. | 12,9%   | 11,8%   |
| Усього підприємств | 101     | 93      |

## Житловий фонд
У 2001 р. 6,9% усіх родин (домогосподарств) мали житло метражем до 59 м2, 35,7% - від 60 до 89 м2, 33,5% - від 90 до 119 м2 і
23,9% - понад 120 м2.

З усіх будівель у 2001 р. 32,5% було одноповерховими, 55,4% - двоповерховими, 7,8
% - триповерховими, 2,4% - чотириповерховими, 1% - п'ятиповерховими, 0,6% - шестиповерховими,
0,2% - семиповерховими, 0% - з вісьмома та більше поверхами.

## Автопарк
| \| Автомобілі, зареєстровані у місті, за призначенням \| Автомобілі, зареєстровані у місті, за призначенням \| Автомобілі, зареєстровані у місті, за призначенням \| \| Рік \| 2006 р. \| 2005 р. \| \| -------------------------------------------------- \| -------------------------------------------------- \| -------------------------------------------------- \| \| Приватні автомобілі \| 60,8% \| 61,1% \| \| Мотоцикли \| 14,5% \| 14,2% \| \| Вантажівки \| 22% \| 22,4% \| \| Трактори \| 0,4% \| 0,4% \| \| Автобуси та ін. \| 2,4% \| 1,9% \| \| Усього автомобілів \| 2.915 шт. \| 2.769 шт. \| |           |           |
| Автомобілі, зареєстровані у місті, за призначенням |           |           |
| Рік | 2006 р.   | 2005 р.   |
| Приватні автомобілі | 60,8%     | 61,1%     |
| Мотоцикли | 14,5%     | 14,2%     |
| Вантажівки | 22%       | 22,4%     |
| Трактори | 0,4%      | 0,4%      |
| Автобуси та ін. | 2,4%      | 1,9%      |
| Усього автомобілів | 2.915 шт. | 2.769 шт. |

## Вживання каталанської мови
У 2001 р. каталанську мову у місті розуміли 98,1% усього населення (у 1996 р. - 98,1%), вміли говорити нею 83,6% (у 1996 р. - 
81,5%), вміли читати 84% (у 1996 р. - 77,7%), вміли писати 59
% (у 1996 р. - 46,5%). Не розуміли каталанської мови 1,9%.

## Політичні уподобання
У виборах до Парламенту Каталонії у 2006 р. взяло участь 1.678 осіб (у 2003 р. - 1.701 особа). Голоси за політичні сили розподілилися таким чином:
| \| Вибори до Парламенту Каталонії \| Вибори до Парламенту Каталонії \| Вибори до Парламенту Каталонії \| \| Рік \| 2006 р. \| 2003 р. \| \| -------------------------------------- \| ------------------------------ \| ------------------------------ \| \| Конвергенція та Єднання (CiU) \| 36,5% \| 34% \| \| Соціалістична партія Каталонії (PSC) \| 23,1% \| 27,7% \| \| Народна партія (PP) \| 5,5% \| 5,5% \| \| Ініціатива за Каталонію — Зелені (ICV) \| 10,9% \| 9,5% \| \| Республіканська лівиця Каталонії (ERC) \| 18,2% \| 22,2% \| \| Громадяни — Громадянська партія (C's) \| 2,6% \| 0% \| \| Інші \| 3% \| 1,1% \| |         |         |
| Вибори до Парламенту Каталонії |         |         |
| Рік | 2006 р. | 2003 р. |
| Конвергенція та Єднання (CiU) | 36,5%   | 34%     |
| Соціалістична партія Каталонії (PSC) | 23,1%   | 27,7%   |
| Народна партія (PP) | 5,5%    | 5,5%    |
| Ініціатива за Каталонію — Зелені (ICV) | 10,9%   | 9,5%    |
| Республіканська лівиця Каталонії (ERC) | 18,2%   | 22,2%   |
| Громадяни — Громадянська партія (C's) | 2,6%    | 0%      |
| Інші | 3%      | 1,1%    |

У муніципальних виборах у 2007 р. взяло участь 1.845 осіб (у 2003 р. - 1.720 осіб). Голоси за політичні сили розподілилися таким чином:
| \| Муніципальні вибори \| Муніципальні вибори \| Муніципальні вибори \| \| Рік \| 2007 р. \| 2003 р. \| \| -------------------------------------- \| ------------------- \| ------------------- \| \| Конвергенція та Єднання (CiU) \| 15,3% \| 18,9% \| \| Соціалістична партія Каталонії (PSC) \| 15,8% \| 28% \| \| Народна партія (PP) \| 4,3% \| 5,3% \| \| Ініціатива за Каталонію — Зелені (ICV) \| 8,6% \| 14,2% \| \| Республіканська лівиця Каталонії (ERC) \| 22% \| 5,9% \| \| Громадяни — Громадянська партія (C's) \| 0% \| 0% \| \| Інші \| 34% \| 27,7% \| |         |         |
| Муніципальні вибори |         |         |
| Рік | 2007 р. | 2003 р. |
| Конвергенція та Єднання (CiU) | 15,3%   | 18,9%   |
| Соціалістична партія Каталонії (PSC) | 15,8%   | 28%     |
| Народна партія (PP) | 4,3%    | 5,3%    |
| Ініціатива за Каталонію — Зелені (ICV) | 8,6%    | 14,2%   |
| Республіканська лівиця Каталонії (ERC) | 22%     | 5,9%    |
| Громадяни — Громадянська партія (C's) | 0%      | 0%      |
| Інші | 34%     | 27,7%   |